# Erico I de Brunswick-Calenberg-Gotinga
Erico I, conocido como «el Viejo» (en alemán: Erich der Ältere) (Neustadt am Rübenberge, 16 de febrero de 1470 - Haguenau (Alsacia), 30 de julio de  1540), fue un príncipe alemán de la casa de Welf, hijo del duque Guillermo II el Joven y de Isabel de Stolberg. Fue duque de Brunswick-Lüneburg y gobernó sobre los principados unidos de Calenberg y de Gotinga desde 1495 hasta su muerte. Es el reconocido fundador de la «línea de Calenberg» de los Welf, que será el germen de la futura casa de Hannover.

## Biografía

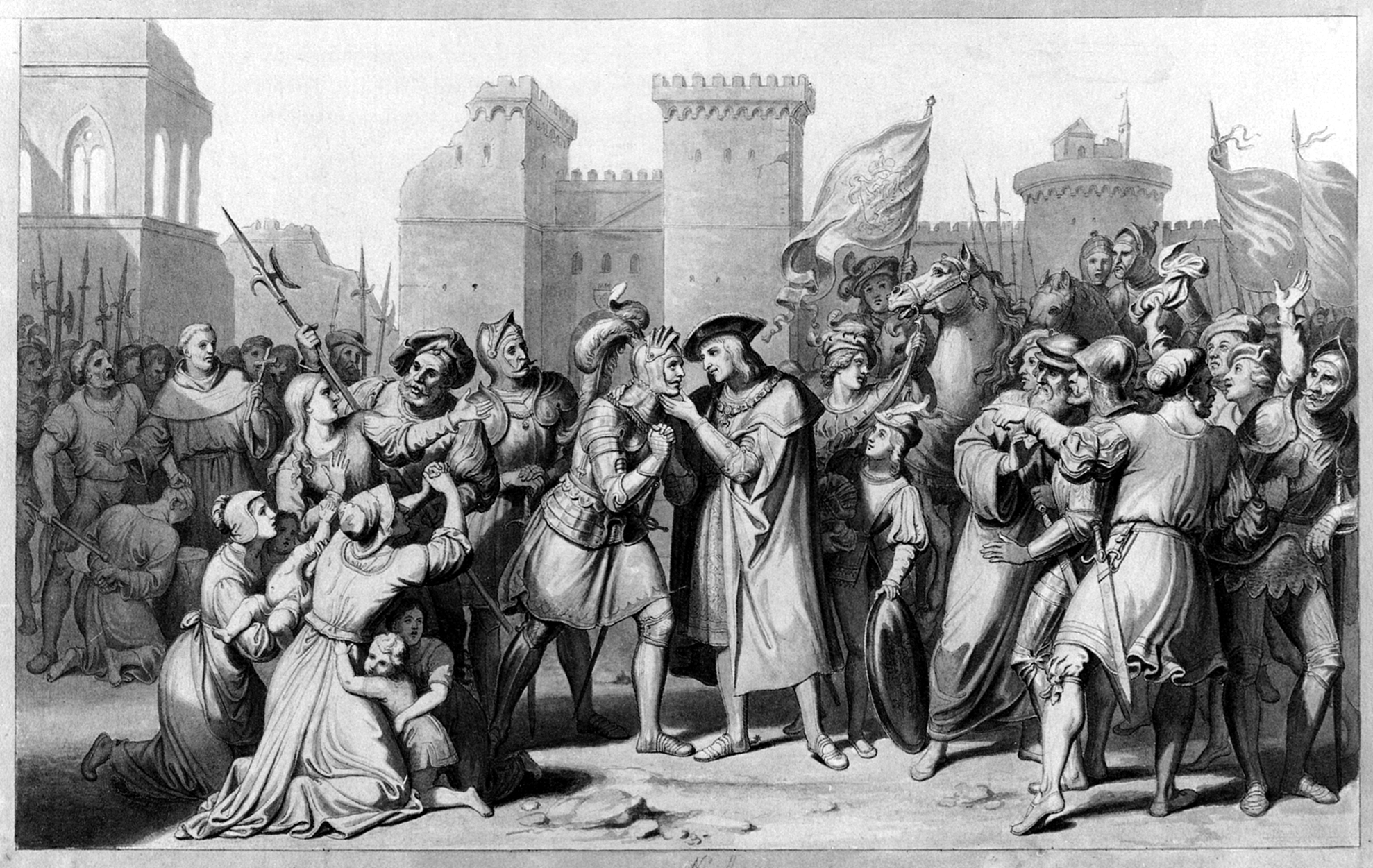
Erico y Maximiliano después de la toma de Kufstein, dibujo de Johannes Riepenhausen (1836).

Erico era el hijo menor de Guillermo II el Joven  (1425-1503), de la línea Brunswick-Wolfenbüttel, y de su esposa Isabel (1428-1520/21), hija del conde Botho de Stolberg. Tras la destitución en 1484 de Federico III el Turbulento, su hermano mayor, Guillermo II, también recibió los principados de Calenberg y de Gotinga.
Ya en 1491, su padre Guillermo II había comenzado a compartir su vasto patrimonio. Primero, Erico obtuvo el principado de Brunswick-Wolfenbüttel, conjuntamente con su hermano mayor Enrique I. Finalmente, en 1495, Guillermo abdicó y concedió todos sus dominios a sus hijos. Al mismo tiempo se produjo la división final entre los dos hermanos: Enrique se quedó con Wolfenbüttel y Erico, con Calenberg y Gotinga.
Jefe militar al servicio del rey Maximiliano I de Habsburgo, el príncipe fue un valiente combatiente que se distinguió en las guerras contra los otomanos, la república de Venecia, la Confederación Suiza y Francia. Durante la guerra de sucesión de Landshut, el 12 de septiembre de 1504, salvó la vida del futuro emperador en Wenzenbach.
Bajo el reinado de Erico, las dos partes del principado de Calenberg-Gotinga, que se extendían desde Münden hasta Neustadt, quedaron unidas. El castillo de Calenberg (cerca de Pattensen) se amplió y se convirtió en la primera residencia de los príncipes. De 1519 a 1523, el príncipe y su sobrino Enrique II de Brunswick-Wolfenbüttel estuvieron en guerra con el obispo de Hildesheim y lograron conquistas territoriales tras una sentencia dictada por el emperador Carlos V. En 1527, ordenó la construcción del Erichsburg en Dassel, un castillo llamado así en honor a su hijo Erico II
Partidario leal de la Casa de Habsburgo, Erico se mostró hostil a la llegada de la Reforma protestante. Sin embargo, su segunda esposa, Isabel de Brandeburgo, se convirtió al protestantismo en 1538. Tras la muerte de su marido durante la dieta de Haguenau en 1540, asumió la regencia en lugar de su hijo menor e introdujo la nueva enseñanza en la corte de Brunswick-Calenberg.

## Matrimonios y descendencia
Alrededor de 1496-1497, Erico se casó por primera vez con Catalina de Sajonia (1468-1524), hija del duque Alberto III de Sajonia y viuda del archiduque Segismundo de Austria. No tuvieron hijos e Isabel murió el 27 de febrero de 1524.
El 7 de julio de 1525, Erico se casó en segundas nupcias con Isabel (1510-1558), hija del príncipe elector Joaquín I de Brandeburgo. Tuvieron  cuatro hijos:
- Isabel de Brunswick-Calenberg (8 de abril de 1526-19 de agosto de 1566)),  se casó con el conde Georges-Ernest de Henneberg;
- Erico II (10 de agosto de 1528–17 de noviembre de 1584), duque de Brunswick-Calenberg;
- Ana María (23 de abril de 1532–20 de marzo de 1568), se casó en 1550 con el duque  Alberto de Prusia;
- Catalina (1534 –10 de mayo de 1559), casada en 1557 con  Guillaume de Rosenberg, Oberburggraf de Bohemia.